# Большой Меньил
Большой Меньил, Менил — река в России, протекает по Игринскому району Удмуртии. Устье реки находится в 42 км по левому берегу реки Лоза. Длина реки составляет 11 км.
Высота устья — 164 м над уровнем моря.
Исток реки находится в 5 км к северо-западу от села Менил и в 15 км к северу от райцентра, посёлка Игра. Генеральное направление течения — юго-восток.
В среднем течении протекает село Менил, прочее течение проходит по ненаселённому лесу. Впадает в Лозу чуть выше деревни Кабачигурт.

## Данные водного реестра
По данным государственного водного реестра России относится к Камскому бассейновому округу, водохозяйственный участок реки — Чепца от истока до устья, речной подбассейн реки Вятка. Речной бассейн реки — Кама.
Код объекта в государственном водном реестре — 10010300112111100032738.